# Henry Fonda
Henry Jaynes Fonda (Grand Island, Nebraska, 16. svibnja 1905. – Los Angeles, 12. kolovoza 1982.), američki glumac, najpoznatiji po ulogama poštenih idealista.
Fonda je počeo glumačku karijeru na Broadwayu, a u Hollywoodu je debitirao 1935. Prekretnica u karijeri bila mu je uloga u filmu Plodovi gnjeva iz 1940., za koju je nominiran za Oscara. Bila je to adaptacija romana Johna Steinbecka o obitelji iz Oklahome koja se seli na zapad zbog suše. Tijekom šezdeset godina u Hollywoodu, Fonda je nastupio u raznim klasicima kao što su The Ox-Bow Incident, Gospodin Roberts i 12 gnjevnih ljudi. Kasnije se okušao u mračnijim epskim filmovima, kao što je špageti-vestern Bilo jednom na Divljem zapadu Sergia Leonea (u kojem je glumio negativca koji ubija, među ostalima, dijete i bogalja) i laganijim ulogama u obiteljskom komedijama kao što je Tvoje, moje i naše (s Lucille Ball).
Bio je glava obitelji slavnih filmskih glumaca, među kojima su njegova kći Jane Fonda, sin Peter Fonda, unuka Bridget Fonda i unuk Troy Garity.
1999. ga je Američki filmski institut proglasio šestom najvećom muškom filmskom zvijezdom svih vremena.
Obitelj i prijatelji najčešće su ga zvali "Hank".

## Život i karijera

### Obiteljska povijest i rani život
Fonda je rođen u Grand Islandu, Nebraska u obitelji tiskara reklama Williama Bracea Fonde i Herberte Krueger Jaynes, u drugoj godini njihova braka.
Obitelj Fonda emigrirala je na zapad iz New Yorka u  19. stoljeću, a korijene vuče iz Genove, Italija i  Nizozemske  16. stoljeća. U SAD se doselila u 16. stoljeću u grad koji se sada naziva Fonda, New York.
Fonda je pohađao sveučilište u Minnesoti, studirajući novinarstvo, iako nije diplomirao.
U 20. godini počeo je glumačku karijeru u lokalnom kazalištu u Omahi kad ga je majčina prijateljica Dodie Brando (majka Marlona Branda) angažirala za glavnu ulogu u predstavi You and I. Otišao je na istok kako bi nastupao u ljetnim glumačkim kampovima, gdje je upoznao dugogodišnjeg prijatelja  Jamesa Stewarta.

### Rana karijera
Fonda i Stewart pošli su u New York gdje su dijelili sobu i brusili svoje glumačke vještine na Broadwayu. Fonda je od 1926. do 1934. nastupao u kazališnim produkcijama, a na filmu se pojavio 1935., u filmskoj adaptaciji predstave s Broadwaya, Farmer se ženi. 1935., Fonda je nastupio u glavnoj ulozi u filmu RKO-a, "I Dream Too Much" sa slavnom opernom pjevačicom Lily Pons.
Fondina filmska karijera procvjetala je kad je nastupio u filmu The Trail of the Lonesome Pine (1936.), sa  Sylviom Sidney i  Fredom MacMurrayjem. Fonda je dobio pohvale i za glavnu ulogu u filmu Samo jednom se živi (1937.), opet sa Sidney, a film je režirao Fritz Lang. Nakon uspjeha u filmu Jezebel (1938.), s Bette Davis, ostvario je glavnu ulogu u filmu Mladi g. Lincoln, u svojoj prvoj suradnji s redateljem Johnom Fordom.
Fondini uspjesi nagnali su Forda da ga angažira za ulogu "Toma Joada" u filmskoj verziji romana Johna Steibecka,  Plodovi gnjeva (1940.), što nije odobravao Darryl Zanuck, koji je preferirao  Tyronea Powera, pa je inzistirao da Fonda potpiše sedmogodišnji ugovor sa studijom Twentieth Century Fox. Fonda je pristao, a na kraju je nominiran za Oscara za ulogu koju mnogi smtraju njegovom najboljom, ali ga je zasjenio Stewart, koji je dobio nagradu za ulogu u filmu Priča iz Philadelphije.

#### Služba u Drugom svjetskom ratu
Fonda je 1941. nastupio s Barbarom Stanwyck u filmu The Lady Eve, a pohvale je dobivao i za film The Ox-Box Incident. Sljedeće godine nastupio je s Geneom Tierneyjem u komediji Rings on Her Fingers, ali se onda prijavio u Mornaricu kako bi se borio u  2. svjetskom ratu, rekavši: "Ne želim biti u lažnom ratu u studiju".
Prije toga, on i Stewart donirali su u fond za obranu  Britanije od  nacista. Fonda je služio tri godine, prvo na razaraču USS Satterlee. Poslije je prebačen u zrakoplovstvo na Pacifik, a dobio je i predsjedničko odličje, Brončanu zvijezdu.

#### Poratna karijera
Nakon rata, Fonda se pojavio u vesternu Fort Apache (1948.), nakon čega je istekao njegov ugovor s Foxom. Odbivši drugi dugotrajni ugovor sa studijom, Fonda se vratio na Broadway, noseći vlastitu časničku uniformu za glavnu ulogu u predstavi Gospodin Roberts, komediji o Mornarici. 1948. je osvojio nagradu Tony za tu ulogu, a kasnije je reprizirao izvedbu u filmskoj verziji iz 1955., s Jamesom Cagneyjem, Williamom Powellom i Jackom Lemmonom. Na setu tog filma, Fonda se posvađao s Johnom Fordom i rekao da više nikad neće raditi s njim. Tako je i bilo (iako se pojavio u hvaljenom dokumentarcu Petera Bogdanovicha, Directed by John Ford te govorio o Fordu u superlativima).

### Karijera u 1950-ima i 1960-ima
Nakon Gospodina Robertsa, Fonda je nastupio u ekranizaciji epskog romana  Lava Tolstoja, Rat i mir, u kojoj je glumio Pierrea Bezukova, zajedno s Audrey Hepburn. Fonda je 1956. radio i s Alfredom Hitchcockom, kao krivooptuženi za ubojstvo u filmu Krivo optužen.
1957. se prvi put okušao u produkciji s filmom 12 gnjevnih ljudi, temeljenom na scenariju Reginalda Rosea, koji je režirao Sidney Lumet. Napeti film o dvanaestorici porotnika koji odlučuju o sudbini mladića optuženog za ubojstvo zaradio je dobre kritike širom svijeta. Fonda je zajedno s producentom Reginaldom Roseom podijelio nominacije za Oscar i Zlatni globus, te 1958. osvojio BAFTA nagradu za ulogu razumnog "Porotnika br.8". Međutim, Fonda se svečano zakleo kako više nikad neće producirati film. Nakon  vesterna The Tin Star (1957.) i Warlock (1959.), Fonda se vratio produkciji na NBC-ovoj vestern televizijskoj seriji The Deputy (1959. – 1961.), u kojoj je i nastupao u glavnoj ulozi.
U šezdesetima je Fonda nastupao u brojnim epskim ratnim i vestern filmovima, uključujući Najduži dan i Kako je osvojen Zapad, oba iz 1962.
1968. je nastupio u za njega neobičnoj ulozi razbojnika Franka u vesternu Bilo jednom na Divljem zapadu. Nakon što je prvotno odbio ulogu, glumac Eli Wallach i redatelj Sergio Leone nagovorili su ga da prihvati. Leone je čak doletio iz  Italije u SAD kako bi ga nagovorio da prihvati ulogu. Fonda je mislio nositi smeđe kontaktne leće, ali Leone je htio postići paradoks kontrastiranjem krupnih planova Fondina nevinog izgleda s okrutnom osobnošću njegova lika.
Fondin odnos s Jimmyjem Stewartom preživio je i njihova politička neslaganja - Fonda je bio liberalni demokrat, a Stewart republikanac. Nakon vruće rasprave, izbjegavali su razgovarati o politici. 1970., Fonda i Stewart pojavili su se u vesternu The Cheyenne Social Club, nezapaženi film u kojem su dvojica na humorističan način raspravljali o politici.

### Kasnija karijera
Iako se približavao sedamdesetima, Henry Fonda je u 1970-ima nastavio je raditi i na televiziji i na filmu. 1970. je nastupio u tri filma, od kojih je najuspješniji bio The Cheyenne Social Club. Dva ostala filma bila su Too Late the Hero, u kojem je nastupio u sporednoj ulozi, i There Was a Crooked Man, o Parisu Pitmanu Jr. (kojeg je glumio Kirk Douglas), koji pokušava pobjeći iz zatvora u  Arizoni.
Vratio se stranim i televizijskim produkcijama, što mu je održalo karijeru u desetljeću u kojem su mnogi stariji glumci doživjeli pad karijere. Između 1971. i 1972. nastupao je u ABC-ovoj televizijskoj seriji The Smith Family. 1973. je zaradio nominaciju za Emmy za ulogu u televizijskom filmu The Red Pony, adaptaciji romana Johna Steibecka. Nakon neuspješne holivudske melodrame Bilo koja srijeda, snimio je tri filma u talijanskoj produkciji koji su objavljeni 1973. i 1974.
Nastavio je nastupati i u kazalištu, uključujući nekoliko zahtjevnih predstava na Broadwayu. Na Broadway se vratio 1974. za biografsku dramu Clarence Darrow, za koju je bio nominiran za nagradu Tony. Fondino zdravlje se pogoršavalo godinama, ali prvi vidljivi simptomi pojavili su se nakon predstave iz 1974., kad se onesvijestio od iscrpljenosti. Nakon pojave srčane aritmije, na koju se nadovezao rak prostate, ugrađen mu je pacemaker, a Fonda se u kazalište vratio 1975. Nakon predstave iz 1978., Prvi ponedjeljak u listopadu, prihvatio je liječnički savjet i napustio predstave, iako je nastavio raditi na filmu i televiziji.
1976., Fonda se pojavio u mnogim poznatim televizijskim produkcijama. Prva je bila Collision Course, priča o nepostojanoj vezi između predsjednika  Harryja Trumana (E.G. Marshall) i generala MacArthura (Fonda), koju je producirao ABC. Nakon pojavljivanja u hvaljenom projektu Alamo's Man, temeljenom na priči Richarda Wrighta, nastupio je u glavnoj u epskoj NBC-ovoj mini-seriji Kapetani i kraljevi, zasnovanoj na romanu Taylora Caldwella. Tri godine poslije, pojavio se u ABC-ovoj mini-seriji Korijeni: Sljedeće generacije, ali je projekt zasjenio njegov original, Roots. 1976. je nastupio u glavnoj ulozi u blockbusteru o  Drugom svjetskom ratu, Midway.
Sedamdesete je završio s brojnim filmovima katastrofe. Prvi od njih bili su talijanski triler Tentacoli (Tentacles) i osrednji Rollercoaster, u kojem je Fonda glumio s  Richardom Widmarkom i mladom Helen Hunt. Ponovno je nastupio s Widmarkom,  Oliviom de Havilland,  Fred MacMurrayjem i Joseom Ferrerom u akcijskom filmu The Swarm. U filmu Meteor glumio je sa  Seanom Conneryjem, Natalie Wood i  Karlom Maldenom, a nakon toga u kanadskoj produkciji City on Fire, sa Shelley Winters i  Avom Gardner.
Kako mu se zdravlje pogoršavalo, počeo je uzimati sve veće stanke između filmova. 1979. mu je odbor nagrade Tony dodijelio posebnu nagradu za postignuća na Broadwayu. 1980. je primio Zlatni globus za životno djelo, a isti Oscar 1981.
Fonda je nastavio glumiti i u ranim osamdesetima, iako su sve osim jedne produkcije u kojima je nastupao bile za televiziju. Nakon nekoliko televizijskih projekata, počeo je rad na filmskoj adaptaciji drame  Ernesta Thompsona, Ljetnikovac na Zlatnom jezeru.
Ovaj film, kojeg je režirao Mark Rydell, po prvi put je donio suradnju između Fonde, Katharine Hepburn i Fondine kćeri, Jane. Nakon što je premijerno prikazan u prosincu 1981., film je zaradio dobre kritike. S jedanaest nominacija za Oscara, film je zaradio 120 milijuna dolara u kinima, neočekivano postavši blockbuster. Osim Oscara za Hepburn (najbolja glumica), i Thompsona (scenarij), Letnikovac je Fondi donio njegovog jedinog Oscara za najboljeg glumca (osvojio je i Zlatni globus za najboljeg glumca). Nakon Fondine smrti, neki kritičari nazvali su ovu izvedbu "njegovom zadnjom i najvećom ulogom".

### Brakovi i djeca
Henry Fonda ženio se pet puta. Njegov brak s Margaret Sullavan 1931. ubrzo je završio rastavom, koja je završena razvodom 1933. 1936., oženio se Frances Ford Seymour. Imali su dvoje djece, Petera i Jane. 1950., Seymour je počinila samoubojstvo. Fonda se oženio sa Susan Blanchard, pokćerkom Oscara Hammersteina II., 1950. Par je posvojio kćer Amy (rođenu 1953.), ali su se razveli tri godine poslije. 1957. se Fonda oženio s talijanskom groficom Afderom Franchetti. Ostali su u braku 1961. Ubrzo nakon toga Fonda se oženio sa Shirley Mae Adams, s kojom je ostao do svoje smrti 1982.
Njegov odnos s djecom opisivan je kao "emocionalno distanciran". U autobiografiji  Petera Fonde iz 1998., Don't Tell Dad, opisao je kako nikad nije bio siguran što otac misli o njemu te da nikad nije rekao ocu da ga voli sve dok njegov otac nije bio stariji, kad je konačno čuo riječi, "Volim te, sine". Njegova kćer Jane nije voljela što joj se otac druži s republikanskim glumcima kao što su John Wayne i  Jimmy Stewart, pa je kao rezultat svega njihova veza bila jako zategnuta.
Jane Fonda rekla je kako je bila odijeljena od oca, posebno tijekom njezine rane glumačke karijere. Henry Fonda upoznao ju je s Lee Strasbergom, koji joj je postao učitelj glume, a kako je kao glumica razvila tehnike "sustavne glume", postala je frustrirana, te nije mogla shvatiti kako njezin otac glumi s takvom lakoćom. Krajem pedesetih, kad ga je pitala kako se pripremao za izlazak na pozornicu, on bi ju zbunio odgovorivši: "Ne znam, stojim ondje, razmišljam o svojoj ženi, Afderi, ne znam."
Fonda je u jednom intervjuu priznao kako je osjećao kako nije bio dobar otac svojoj djeci. U istom intervjuu, objasnio je kako je dao sve od sebe da se ne miješa u Janeinu i Peterovu karijeru, naglasivši kako je mislio da je važno da oni znaju da su uspjeli zato što su naporno radili, a ne zato što su iskoristili njegovu slavu kako bi ostvarili svoje ciljeve.

### Smrt i ostavština
Fonda je umro u svom domu u Los Angelesu, 12. kolovoza 1982., sa 77 godina od bolesti srca. Fondina žena Shirlee i kćer Jane bili su uz njega kad je umro. Osim toga, patio je i od raka prostate, ali to nije izravno uzrokovalo njegovu smrt.
U godinama nakon njegove smrti, njegova karijera se više uvažava nego dok je bio živ. Prepoznat je kao jedan od holivudskih velikana klasične ere. Na stogodišnjicu njegova rođenja, 16. svibnja 2005., Turner Classic Movies odao mu je počast maratonom njegovih filmova. Osim toga, u svibnju 2005., američka pošta izdala je poštansku markicu od 37 centi s njegovim likom, kao dio njihove serije "Hollywood legends".

## Nagrade
| Godina         | Nagrada                                | Rad                           |
| Oscari         |                                        |                               |
| Osvojio:       |                                        |                               |
| 1981.          | Najbolji glumac                        | Ljetnikovac na Zlatnom jezeru |
| 1981.          | Počasna nagrada                        | Nagrada za životno djelo      |
| Nominiran:     |                                        |                               |
| 1957.          | Najbolji film                          | 12 gnjevnih ljudi             |
| 1941.          | Najbolji glumac                        | Plodovi gnjeva                |
| BAFTA nagrade  |                                        |                               |
| Osvojio:       |                                        |                               |
| 1958.          | Najbolji glumac                        | 12 gnjevnih ljudi             |
| Nominiran:     |                                        |                               |
| 1982.          | Najbolji glumac                        | Ljetnikovac na Zlatnom jezeru |
| Emmy nagrade   |                                        |                               |
| Nominiran:     |                                        |                               |
| 1980.          | Najbolji glumac u miniseriji ili filmu | Gideonova truba               |
| 1973.          | Najbolji glumac u miniseriji ili filmu | Crveni konj                   |
| Zlatni globusi |                                        |                               |
| Osvojio:       |                                        |                               |
| 1982.          | Najbolji glumac - drama                | Ljetnikovac na Zlatnom jezeru |
| 1980.          | Nagrada Cecil B. DeMille               | Nagrada za životno djelo      |
| Nominiran:     |                                        |                               |
| 1958.          | Najbolji glumac u drami                | 12 gnjevnih ljudi             |
| Nagrade Tony   |                                        |                               |
| Osvojio:       |                                        |                               |
| 1979.          | Specijalna nagrada                     | Nagrada za životno djelo      |
| 1948.          | Najbolji glumac u predstavi            | Gospodin Roberts              |
| Nominiran:     |                                        |                               |
| 1975.          | Najbolji glumac u predstavi            | Clarence Darrow               |

## Vanjske poveznice
- Henry Fonda u internetskoj bazi filmova IMDb-u (engl.)
- The Screen Legend: Henry Fonda Site  Arhivirana inačica izvorne stranice od 20. prosinca 2007. (Wayback Machine)